# 漫画が語る戦争
『漫画が語る戦争』（まんががかたるせんそう）は、日本の漫画短編集。2013年に小学館クリエイティブより全2巻で発売された。

## 概要
「戦争を知らない若い世代」に向けて、平和の尊さ、戦争の悲惨を伝えるために、戦争の恐ろしさや、愚かさを描いた作品を編纂した短編集である。

## 漫画が語る戦争 戦場の挽歌
戦場や軍隊を舞台とした作品を集成している。
収録作品
- 水木しげる「敗走記」
- 楳図かずお「死者の行進」
- 野間宏原作、滝田ゆう「真空地帯」
- 古谷三敏「噺家戦記 柳亭円治」
- 新谷かおる「イカロスの飛ぶ日」（戦場ロマン・シリーズより）
- 比嘉慂「砂の剣」
- 立原あゆみ「手紙・敬礼」（『銀翼』より）
- 湊谷夢吉「『マルクウ』兵器始末」
- かわぐちかいじ「一人だけの聖戦」（『テロルの系譜』より）
- 白土三平「泣き原」
- 倉田よしみ「若竹煮」（味いちもんめ』より）

## 漫画が語る戦争 焦土の鎮魂歌
銃後の日本を舞台にした作品を集成している。
収録作品
- 手塚治虫「カノン」
- 巴里夫「石の戦場」
- 早乙女勝元原作、政岡としや「火の瞳」
- 北条司「少年たちのいた夏」
- 中沢啓治「黒い鳩の群れに」
- 曽根富美子「ヒロシマのおばちゃん」
- ちばてつや「家路1945〜2003」
- 山上たつひこ「回転」
- 村野守美「御身大事に」（『垣根の魔女』より）

## 書籍情報
- 『漫画が語る戦争 戦場の挽歌』 2013年7月29日、ISBN 978-4778032562
- 『漫画が語る戦争 焦土の鎮魂歌』 2013年7月29日、ISBN 978-4778032579